# لاون (تكساس)
لاون (بالإنجليزية: Lawn, Texas)‏ هي بلدة أمريكية تقع في الولايات المتحدة في مقاطعة تايلور (تكساس). يقدر عدد سكانها بـ 353 نسمة ومساحتها 1.5 كم2 وترتفع عن سطح البحر 584 متر.

## التركيبة السكانية
حدّد مكتب تعداد الولايات المتحدة بيانات التركيبة السكانية للاون في تعداد الولايات المتحدة. في ما يلي، التركيبة السكانية حسب تعدادي 2000 و2010.

### تعداد عام 2000
بلغ عدد سكان لاون 353 نسمة بحسب تعداد عام 2000، وبلغ عدد الأسر 137 أسرة وعدد العائلات 100 عائلة مقيمة في البلدة. في حين سجلت الكثافة السكانية 229.2 نسمة لكل كيلومتر مربع (593.6/ميل2). وبلغ عدد الوحدات السكنية 162 وحدة بمتوسط كثافة قدره 105.2 لكل كيلومتر مربع (272.5/ميل2).
وتوزع التركيب العرقي للبلدة بنسبة 96.88% من البيض و0.28% من الأمريكيين الأصليين و0.28% من الأمريكيين ذوي الأصول الآسيوية و0.57% من سكان جزر المحيط الهادئ و1.13% من الأعراق الأخرى و0.85% من عرقين مختلطين أو أكثر و8.22% من الهسبانيون أو اللاتينيون من أي عرق.
بلغ عدد الأسر 137 أسرة كانت نسبة 40.1% منها لديها أطفال تحت سن الثامنة عشر تعيش معهم، وبلغت نسبة الأزواج القاطنين مع بعضهم البعض 57.7% من أصل المجموع الكلي للأسر، ونسبة 10.9% من الأسر كان لديها معيلات من الإناث دون وجود شريك،  بينما كانت نسبة 4.4% من الأسر لديها معيلون من الذكور دون وجود شريكة وكانت نسبة 27% من غير العائلات. تألفت نسبة 24.8% من أصل جميع الأسر من عدة أفراد يعيشون في نفس المنزل ونسبة 14.6% كانت تتألف من شخص يعيش بمفرده يبلغ من العمر 65 عاماً أو أكثر. وبلغ متوسط حجم الأسرة المعيشية 2.58، أما متوسط حجم العائلات فبلغ 3.04.
بلغ العمر الوسطي للسكان 39.1 عاماً. وكانت نسبة 27.2% من القاطنين تحت سن الثامنة عشر، وكانت نسبة 6.2% بين الثامنة عشر والرابعة والعشرين عاماً، ونسبة 27.2% كانت واقعةً في الفئة العمرية ما بين الخامسة والعشرين والرابعة والأربعين عاماً، ونسبة 24.6% كانت ما بين الخامسة والأربعين والرابعة والستين، ونسبة 14.7% كانت ضمن فئة الخامسة والستين عاماً فما فوق. يوجد لكل 100 أنثى 101.7 ذكر، ويوجد لكل 100 أنثى في الثامنة عشر من عمرها فما فوق 91.8 ذكر.
بلغ متوسط دخل الأسرة في البلدة 28,281 دولارًا، أما متوسط دخل العائلة فبلغ 29,625 دولارًا. وكان متوسط دخل الذكور 25,000 دولارًا مقابل 17,500 دولارًا للإناث. وسجل دخل الفرد الخاص بالبلدة 13,347 دولارًا. وكانت نسبة 15.2% من العائلات ونسبة 19.8% من السكان تحت خط الفقر، وكان من هؤلاء نسبة 29% تحت سن الثامنة عشر ونسبة 7.3% في الخامسة والستين من العمر وما فوق.

### تعداد عام 2010
بلغ عدد سكان لاون 314 نسمة بحسب تعداد عام 2010، وبلغ عدد الأسر 134 أسرة وعدد العائلات 90 عائلة مقيمة في البلدة. في حين سجلت الكثافة السكانية 203.9 نسمة لكل كيلومتر مربع (528.1/ميل2). وبلغ عدد الوحدات السكنية 172 وحدة بمتوسط كثافة قدره 111.7 لكل كيلومتر مربع (289.3/ميل2).
وتوزع التركيب العرقي للبلدة بنسبة 91.72% من البيض و0.32% من الأمريكيين ذوي الأصول الآسيوية و4.78% من الأعراق الأخرى و3.18% من عرقين مختلطين أو أكثر و14.97% من الهسبانيون أو اللاتينيون من أي عرق.
بلغ عدد الأسر 134 أسرة كانت نسبة 29.1% منها لديها أطفال تحت سن الثامنة عشر تعيش معهم، وبلغت نسبة الأزواج القاطنين مع بعضهم البعض 45.5% من أصل المجموع الكلي للأسر، ونسبة 14.9% من الأسر كان لديها معيلات من الإناث دون وجود شريك،  بينما كانت نسبة 6.7% من الأسر لديها معيلون من الذكور دون وجود شريكة وكانت نسبة 32.8% من غير العائلات. تألفت نسبة 29.1% من أصل جميع الأسر من عدة أفراد يعيشون في نفس المنزل ونسبة 17.9% كانت تتألف من شخص يعيش بمفرده يبلغ من العمر 65 عاماً أو أكثر. وبلغ متوسط حجم الأسرة المعيشية 2.34، أما متوسط حجم العائلات فبلغ 2.83.
بلغ العمر الوسطي للسكان 45.3 عاماً. وكانت نسبة 23.9% من القاطنين تحت سن الثامنة عشر، وكانت نسبة 7% بين الثامنة عشر والرابعة والعشرين عاماً، ونسبة 18.8% كانت واقعةً في الفئة العمرية ما بين الخامسة والعشرين والرابعة والأربعين عاماً، ونسبة 33.8% كانت ما بين الخامسة والأربعين والرابعة والستين، ونسبة 16.6% كانت ضمن فئة الخامسة والستين عاماً فما فوق. وتوزع التركيب الجنسي للسكان بنسبة 51.9% ذكور و48.1% إناث.